# گونه به گونه (آلبوم)
گونه به گونه  (به انگلیسی: Cheek to Cheek) آلبومی مشترک از تونی بنت و لیدی گاگا است که در ۱۹ سپتامبر ۲۰۱۴ توسط کلمبیا رکوردز و اینتراسکوپ رکوردز منتشر شد. این آلبوم در ۵۷مین مراسم جایزهٔ گرمی عنوان «بهترین آلبوم آوازی پاپ دونفره» را کسب کرد.